# Josef Mous
Josef Mous (Bakhuizen, 27 oktober 1882 – Heerlen, 24 februari 1963) was van 1937 tot 1947 adjunct-directeur en van 1947 tot 1949 directeur van de Staatsmijnen in Limburg. Tijdens deze periode was Mous verantwoordelijk voor het personeelswezen.
Hij beoefende zijn functie samen met algemeen directeur Christiaan Theodoor Groothoff en technisch directeur Daniel Pieter Ross van Lennep.

## Levensloop

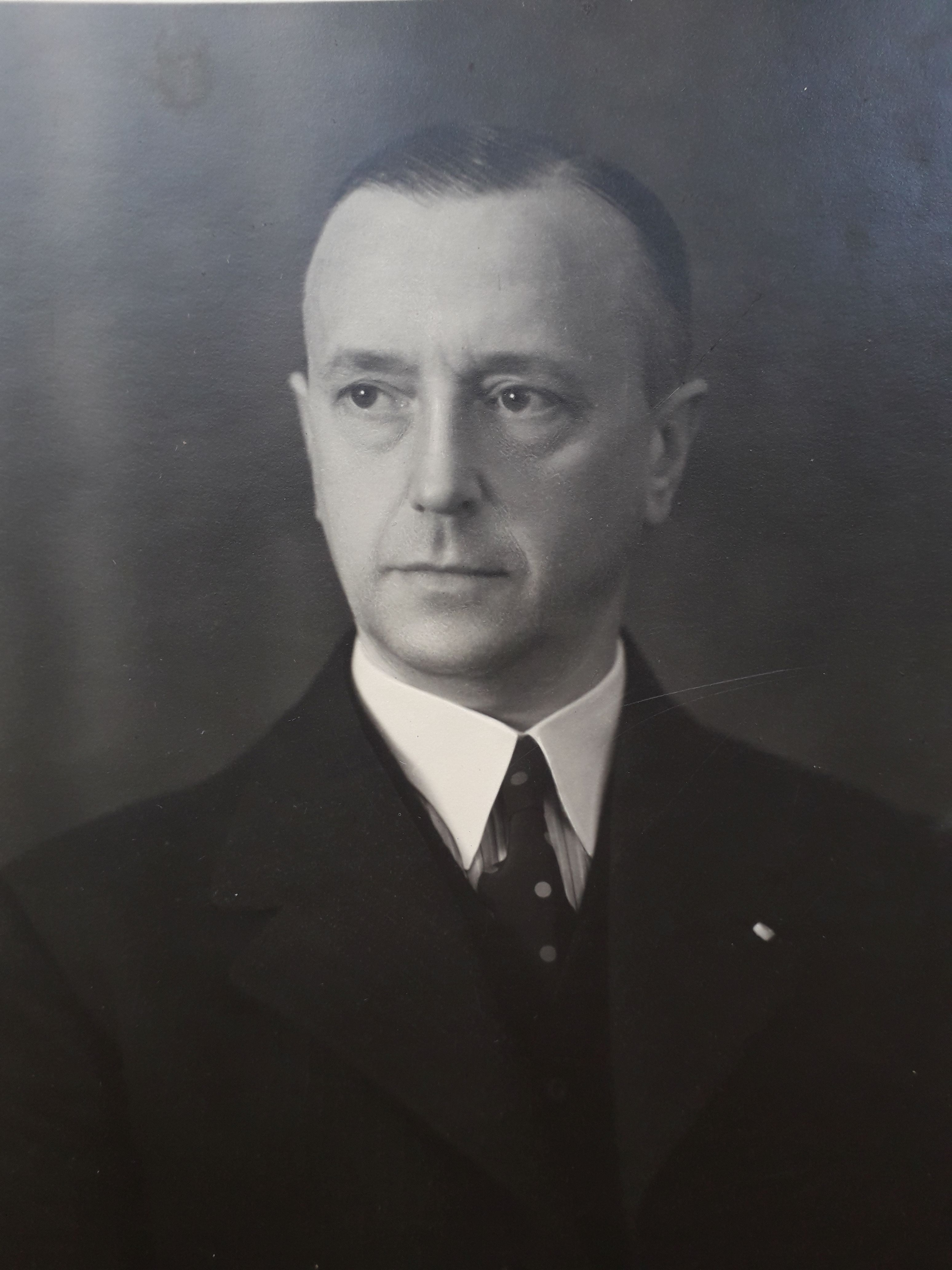
Josef Mous

Jozef Mous groeide op in het Friese Bakhuizen, als zoon van postkantoorbeambte Durk Manus Mous en Johanna Vogelzang. In 1902 volgde hij een opleiding klerknijverheid bij het departement Handel Nijverheid en Industrie in Den Haag. Daar ontmoette hij Willem Frowein. Toen de directiefunctie bij  de Staatsmijnen vacant werd, vertrok Frowein naar Limburg om daar leiding te geven. In 1910 volgde Jozef Mous het voorbeeld van Frowein en trad in dienst van de Staatsmijnen.  Daar begon hij zijn werkzame leven op de afdeling personeelszaken van de Staatsmijnen. 
Op 23 mei 1912 huwde hij Huberta Slegten uit Overijsselse Raalte. Het echtpaar kreeg zeven kinderen. De kinderen waren nog maar klein, toen Huberta Slegten op 12 april 1926 overleed. Jozef bleef de rest van zijn leven weduwnaar. Met zijn kinderen woonde hij op de Caumerbeeklaan 62 in Heerlen.
Tweede Wereldoorlog
Na het aftreden van directeur Willem Frowein en Frederik van Iterson op 1 januari 1942, namen Christiaan Theodoor Groothoff en Josef Mous de leiding van het bedrijf over. Zij werden door hoofdingenieur  Daniël Pieter Ross van Lennep ondersteund in hun werkzaamheden. De Staatsmijnen kwamen op dat moment ook onder Duits toezicht van Verwalter Hermann Bruch. 
Begin april 1943 werd Groothoff gearresteerd vanwege verzetswerk en naar het Scheveningse Oranjehotel gebracht. Mous en Ross van Lennep namen zijn werkzaamheden bij de Staatsmijnen over.
Op 29 april 1943 braken de landelijke April-meistakingen uit. Ook de mijnwerkers van de Staatsmijnen en Oranje-Nassau mijnen legden uit protest tegen de maatregelen van de Duitse bezetter, het werk neer. Drie mijnwerkers werden opgepakt en gefusilleerd. De Duitsers eisten onophoudelijk de namenlijsten van de andere stakers. Mous en Ross van Lennep weigerden de namenlijsten van de stakers te leveren. Het gevolg van de weigering was dat Jozef Mous op 3 mei 1943 werd gearresteerd. Via een tijdelijke gevangenschap in Maastricht kwam hij in het kamp van kleinseminarie Beekvliet in Sint Michielsgestel terecht. Op 19 juli 1943 werd hij weer in vrijheid gesteld. Tijdens de oorlogsjaren mocht hij zijn functie niet meer uitoefenen. Direct na de bevrijding van Heerlen in september 1944 keerde Josef Mous terug op zijn post bij de Staatsmijnen. Van 1 februari 1947 tot aan zijn pensioen op 1 januari 1949 was Josef Mous naast Christiaan Theodoor Groothoff en Daniël Pieter Ross Van Lennep directeur van de Staatsmijnen.
Josef Mous overleed op 24 februari 1963 in zijn woonplaats Heerlen.

## Nevenactiviteiten
Naast het werk voor de Staatsmijnen vervulde Jozef Mous tal van nevenactiviteiten op het gebied van sociale aangelegenheden. 
In 1910 werd hij lid van Commissie Nolens, die verantwoordelijk was voor de oprichting van het Algemeen Mijnwerkersfonds, A.M.F.. Het fonds kwam in 1919 van de grond en Mous werd de eerste directeur. Daarvoor kreeg hij twee jaar verlof van zijn werkzaamheden bij de Staatsmijnen. 
Andere nevenactiviteiten: 
- Secretaris van de Contact-commissie voor het Mijnbedrijf
- Waarnemend voorzitter van Mijnindustrieraad, M.I.R..
- Voorzitter van Ondernemingsraad der Staatsmijnen
- Bestuurder van A.M.F. het Beambtenfonds voor het Mijnbedrijf, het ondersteuningsfonds en het Fonds voor Sociale Instellingen, F.S.I. bij de Staatsmijnen. 
Voor deze verdiensten werd Josef Mous bij zijn afscheid als directeur van de Staatsmijnen benoemd tot Ridder in de Orde van de Nederlandse Leeuw.